# Accentuació del lituà
L'accent és un aparticularitat molt important del lituà: fa una funció distintiva. Aquesta llengua té l'accent d'alçada que distingeix la síl·laba accentuada no només per la seva intensitat, sinó també per la modulació del to sil·làbic.

## Particularitats fonètiques de l'accent lituà

### Síl·laba accentuada
Contràriament a la prosòdia de llengües com el francès o l'esperanto, l'accent lituà és molt mòbil, és a dir, que la síl·laba tònica pot trobar-se a qualsevulla posició dins el mot: mókytojas, atsiprãšymas, reklamà. A més a més, l'accent fa la funció distintiva. Per exemple, els substantius lìkime (ens quedem), likìme (oh, destí!) i likimè (en el destí) contenen els sons de la mateixa quantitat i de la mateixa qualitat, però és l'accent qui en canvia llur significat.

### Modulació dels tons
Totes les síl·labes accentuades del lituà no es pronuncien amb la mateixa intensitat: unes poden articular-se de manera brusca, sobretot al principi de la síl·laba, i d'altres es pronuncien més suaus, però la veu pot concentrar l'energia cap al final de la síl·laba. L'entonació és l'element prosòdic del lituà que s'expressa amb la modulació de la intensitat pronunciant síl·labes llargues accentuades.
En lituà, la síl·laba es considera llarga si conté:
- Una vocal llarga: mótina (mare),  vakarė̃lis (vesprada), prẽkė (mercaderia).
- Un diftong mixt (vocal pura més semivocal/consonant vocalitzada): karei̇̃vis (soldat), išbandžiaũ (he intentat), vélniškas (diabòlic).

Les síl·labes que no compleixen aquestes condicions es consideren curtes. Les entonacions sil·làbiques només es presenten en síl·labes llargues accentuades.

### Tipus d'entonació
El lituà estàndard només reconeix dues entonacions sil·làbiques: l'entonació ascendent i descendent.
- L'entonació ascendent es distingeix per una pronunciació feble al principi de la síl·laba accentuada i de la concentració i la intensitat cap al final de la síl·laba.

Exemples:
kal̃tas (culpable), mer̃kti (posar en remull)
Si l'element principal de la síl·laba és un diftong mixt, en el cas de l'entonació ascendent la segona part serà allargada.
L'entonació ascendent sempre es marca amb l'ajuda de l'accent sota la vocal o de l'últim element del diftong mixt de la síl·laba accentuada.
- L'entonació descendent, contràriament, es distingeix per la concentració de la intensitat a la primera part de la síl·laba i d'una pronunciació més feble cap al final:

káltas (buril), mérkti (tancar els ulls).
L'entonació descendent es marca amb els accents:
- - obert: si es tracta d'un diftong el primer element del qual és [i], [u], [e̤] o [ɔ], així com els diftongs [ui], [e̤u], [ɔi], [ou]: užgùitos ši̇̀ršės (vespes fatigades), jùngti hèrbus (ajuntar els blasons).
  - tancat en tota la resta de casos: lygýbės žénklas (signe igual), senóvės visúomenė (societat del passat).